# Krneza
Krneza falu Horvátországban Zára megyében. Közigazgatásilag Ražanachoz tartozik.

## Fekvése
Zára központjától légvonalban 15 km-re, közúton 17 km-re északkeletre, községközpontjától 5 km-re délnyugatra, a Ljubači-öböltől 1 km-re délkeletre, Dalmácia északi részén Ljubački Stanovi és Radovin között fekszik. Településrészei Čolaci, Mataci és Zekanovići az itt élő családokról kapták a nevüket.

## Története
Területe valószínűleg már az ókorban lakott volt, erről tanúskodik a "Zidine" nevű dűlőben található három kisméretű halomsír. A falu helyén egyes források szerint már a 8. században horvát település volt. A középkori Krneza ("Cernese") a mai Havas Boldogasszony templom körül, a "Glavica" nevű magaslaton feküdt, melynek régészeti feltárása még várat magára. A 16. században a török támadások hatására régi lakossága elmenekült. Mai lakóinak (a Matak, Zekanović, Čolak, Katić, Lazanj, Kalac, Jelinić és Miočić családok) ősei a török-velencei háborúk után a 17. és a 18. század fordulóján a falu közepén talált kút körül telepedtek le. A hagyomány szerint a Déli-Velebit területén található Ljubotića nevű hegyi településről érkeztek. A 18. század végén Napóleon megszüntette a Velencei Köztársaságot. 1797 és 1805 között Habsburg uralom alá került, majd az egész Dalmáciával együtt az Első Francia Császárság része lett. 1815-ben a bécsi kongresszus újra Ausztriának adta, amely a Dalmát Királyság részeként Zárából igazgatta 1918-ig. 1880-ban 69, 1910-ben 179 lakosa volt. Ezt követően előbb a Szerb-Horvát-Szlovén Királyság, majd Jugoszlávia része lett. 1993-tól az újraalapított Ražanac községhez tartozik. 2011-ben 177 lakosa volt. Lakói hagyományosan mezőgazdasággal, állattartással foglalkoztak.

## Lakosság
| Lakosság változása | Lakosság változása | Lakosság változása | Lakosság változása | Lakosság változása | Lakosság változása | Lakosság változása | Lakosság változása | Lakosság változása | Lakosság változása | Lakosság változása | Lakosság változása | Lakosság változása | Lakosság változása | Lakosság változása | Lakosság változása |
| ------------------ | ------------------ | ------------------ | ------------------ | ------------------ | ------------------ | ------------------ | ------------------ | ------------------ | ------------------ | ------------------ | ------------------ | ------------------ | ------------------ | ------------------ | ------------------ |
| 1857               | 1869               | 1880               | 1890               | 1900               | 1910               | 1921               | 1931               | 1948               | 1953               | 1961               | 1971               | 1981               | 1991               | 2001               | 2011               |
| 0                  | 0                  | 69                 | 131                | 136                | 179                | 0                  | 0                  | 234                | 255                | 273                | 298                | 211                | 229                | 196                | 177                |

## Nevezetességei
Havas Boldogasszony tiszteletére szentelt temploma egyszerű, négyszög alaprajzú épület, négyszögletes apszissal. A Krneza, Ljubački Stanovi és Ljubač között fekvő mezőn található. Homlokzata felett kétnyílású harangépítmény áll, melyben egy harang látható. A templom körül található a falu temetője. A Szent András templom mellett a ražanaci plébánia legrégibb temploma. A templom legrégibb részei a 9–11. századból származnak. Kőből faragott oltár feletti oltárképén a Havas Boldogasszony ábrázolása látható.